# Ragan
Ragan é uma vila localizada no Estado americano de Nebraska, no Condado de Harlan.

## Demografia
Segundo o censo americano de 2000, a sua população era de 46 habitantes.
Em 2006, foi estimada uma população de 42, um decréscimo de 4 (-8.7%).

## Geografia
De acordo com o United States Census Bureau, a localidade tem uma área de 0,7 km², sem área coberta por água. Ragan localiza-se a aproximadamente 710 m acima do nível do mar.

## Localidades na vizinhança
O diagrama seguinte representa as localidades num raio de 20 km ao redor de Ragan.